# 坦苏·奇莱尔
坦苏·奇莱尔（土耳其語：Tansu Çiller，1946年5月24日—） 土耳其的经济学者、政治家。正确道路党党首，土耳其共和国唯一一位女性总理（在任1993年6月－1995年9月、1995年11月－1995年12月）。

## 生平
奇莱尔1946年出生于伊斯坦布尔，父亲是1950年代的比莱吉克省省长。她早年在伊斯坦布尔美国办的女子中学就读，后转入以英语授课的罗伯特学院经济学院（現在的海峡大学），1967年毕业，获经济学博士学位。 后与丈夫厄泽尔双双赴美国留学深造，获得新罕布什尔大学理科硕士学位和康涅狄格大学的哲学博士学位，在耶鲁大学读完博士后。她在宾夕法尼亚州的富兰克林—马歇尔学院担任经济学讲师，担任过助理教授和副教授。1978年回国后受聘为母校伊斯坦堡海峡大学讲师，1983年被任命为经济学教授。她还曾担任过现在的伊斯坦布尔银行的公司总裁。
1990年11月奇莱尔进入政坛，加入了保守派的正确道路党（DYP），当选为中央领导委员会委员和中央副主席，负责经济工作。1991年10月当选为伊斯坦布尔选区大国民议会議員，并在11月担任苏莱曼·德米雷尔联合政府中负责经济事务的国务部长。1993年图尔古特·厄扎尔总统因心脏病突然去世，6月13日，总理苏莱曼·德米雷尔被大国民议会推选为土耳其总统，遂依法辞去总理及正确道路党主席的职务。她在正确道路党的代表大会上以993张选票当选为新一任党的领袖，翌日奉总统德米雷尔的命令出任总理，组建土耳其第50届政府。任内与欧盟签订海关联盟协议，与邻国希腊发生Imia/Kardak危机。作为总理，奇莱尔宣称，如果希腊想分裂阿尔巴尼亚，土耳其军队会在24小时之内进入雅典。
1995年9月20日，与正确道路党联合执政的共和人民党退出政府，奇莱尔被迫向总统递交了辞呈并被接受，担任看守政府总理到1996年3月6日。
1996年至1997年期间奇莱尔担任土耳其外交部长和副总理。2002年11月的大选中失败后，她退出政治生活。

## 家庭
坦苏·奇莱尔1963年与奥泽尔·奇莱尔（Özer Uçuran Çiller）结婚（因她家无子，丈夫遵从她父亲的愿望随妻姓）。有两个儿子：梅尔特（Mert）和贝尔克（Berk）。坦苏精通英文和德文，外表温文尔雅，常以贤妻良母形象出现在公众面前，颇得国人的好感。但在政坛上却素有“铁娘子”之称。